# Jiří Rak

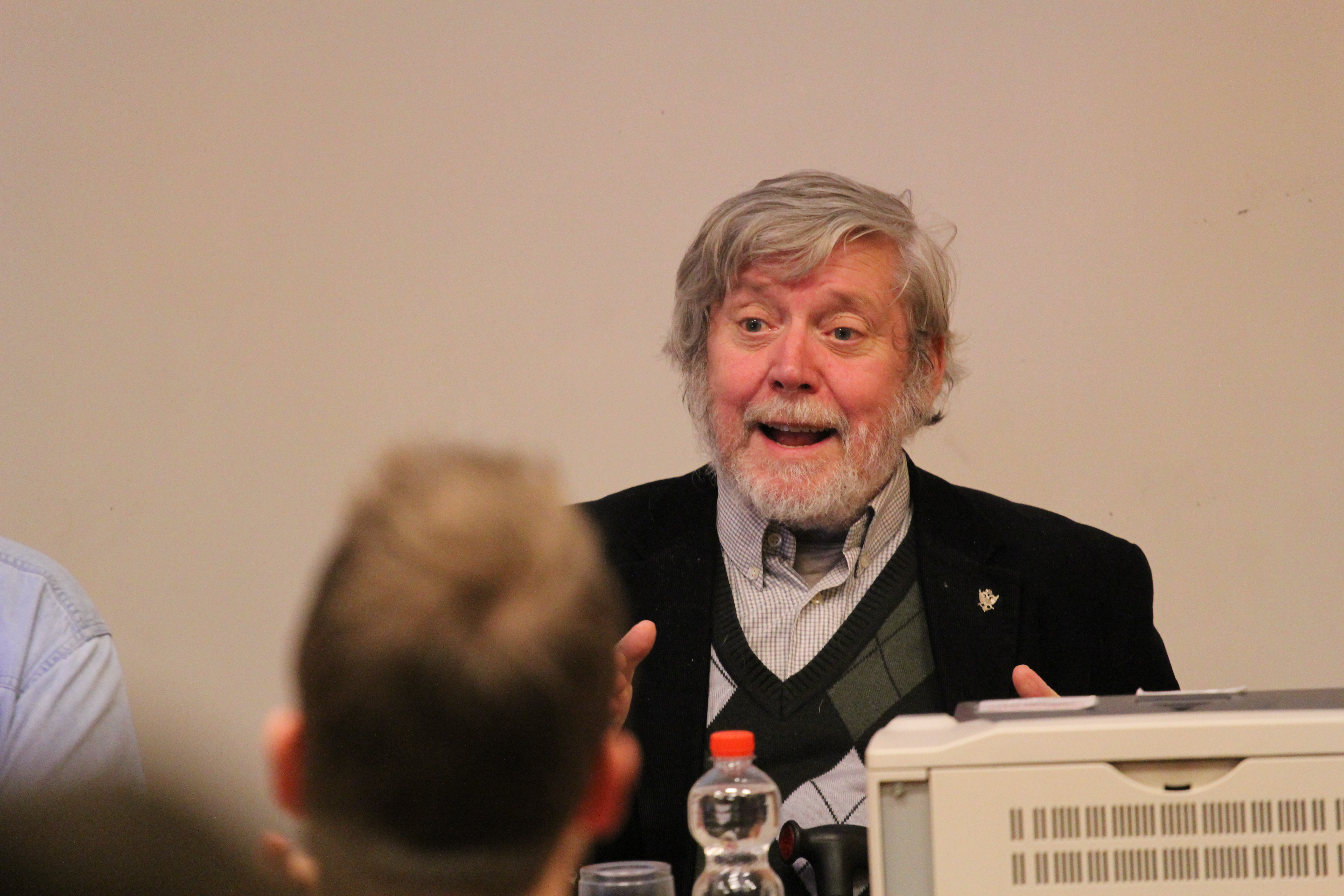
Jiří Rak, 2017

Jiří Rak (* 7. Februar 1947 in Prag, Tschechoslowakei)  ist ein tschechischer Historiker und Hochschullehrer.

## Leben
Rak studierte Archivkunde und Geschichte an der Karls-Universität in Prag. Er arbeitete im Prager Nationalmuseum und im tschechoslowakischen Filminstitut. Von 1991 bis 2017 lehrte er am Institut für Internationale Studien der Fakultät für Sozialwissenschaften der Karls-Universität in Prag.

## Forschungsschwerpunkte
Rak forscht über die Habsburgermonarchie besonders im 19. Jahrhundert. Er beschäftigt sich mit der Nationalen Wiedergeburt der Tschechen. In diesem Zusammenhang beschreibt er die Mythen der tschechischen Geschichte und ihre Wirkung auf das tschechische Nationalbewusstsein. Er untersucht das Denken und Verhalten der Tschechen im Wandel der Zeit und ihr Verständnis ihrer nationalen Geschichte. Insbesondere arbeitet er auch über die Bedeutung der tschechischen Sprache für das tschechische Nationalbewusstsein.

## Ehrungen
2016 wurde Rak die Ehrenmitgliedschaft in der monarchistischen Partei Koruna Česká verliehen.

## Veröffentlichungen (Auswahl)
- Jiří Rak: Zachovej nám, Hospodine: Češi v Rakouském císařství 1804–1918 (deutsch: Rette uns, Herr: Tschechen im österreichischen Kaiserreich 1804–1918), Praha: Havran, 2013, ISBN 9788087341155 online als pdf
- Kristina Kaiserová Jiří Rak: Nacionalizace společnosti v Čechách 1848–1914, Ústí nad Labem: Univerzita Jana Evangelisty Purkyně, 2008, ISBN 9788074140532
- Jiří Rak: Tradiční modernita nebo modernizovaná tradice? (dějiny modernizace ve střední, východní a jihovýchodní Evropě a Eurasii) (deutsch: Traditionelle Moderne oder modernisierte Tradition? (Geschichte der Moderne in Mittel-, Ost- und Südosteuropa und Eurasien)), Praha, Brno: Historický ústav AV ČR, 2006, ISBN 9788072861019
- Jiří Rak: Habsburské století: 1791–1914; česká společnost ve vztahu k dynastii a monarchii (deutsch: Das Habsburger Jahrhundert: 1791–1914; Tschechische Gesellschaft in Bezug auf die Dynastie und die Monarchie), Praha: Pražská Edice, 2004, ISBN 9788086239071
- Jiří Rak: Potíže se Švejkem (deutsch: Probleme mit Schwejk), 2003, is.muni.cz online als pdf
- Jiří Rak: Biedermeier: Art and Culture in Central Europe 1815–1848, Skira, Annotated Edition, 2001, ISBN 978-8881188666, in mehrere Sprachen übersetzt
- Jiří Rak: Welche Sprache sprechen die Bohemisten? (deutsch, Übersetzung von Kristína Kallert) in brücken – Germanistisches Jahrbuch Tschechien Slowakei, 08/1–2, 2000 online als pdf
- Robert B. Pynsent, Blanka Hemelíková, Jiří Rak: Pátrání po identitě (deutsch: Suche nach Identität), Praha : H & H, 1996, ISBN 9788085787405
- Ivana Čornejová, Jiří Rak, Vít Vlnas: Ve stínu tvých křídel: Habsburkové v českých dějinách (deutsch: Im Schatten deiner Flügel: Die Habsburger in der tschechischen Geschichte), Praha : Grafoprint-Neubert, 1995, ISBN 9788085785203
- Jiří Rak: Bývali čechové: české historické mýty a stereotypy (deutsch: Frühere Tschechen: Tschechische historische Mythen und Stereotype), Praha: H & H, 1994, ISBN 9788085787733
- Jan P. Kučera, Jiří Rak: Bohuslav Balbín a jeho místo v české kultuře (deutsch: Bohuslav Balbín und sein Platz in der tschechischen Kultur), Praha: Vyšehrad, 1983